# Åter till Gallien
Åter till Gallien (fransk originaltitel Astérix et la Rentrée gauloise) är det 32:a seriealbumet om Asterix. Det är delvis författat av René Goscinny, och tecknat av Albert Uderzo, som även står för vissa manus.
Albumet är olikt övriga album på så vis att det istället för en berättelse består av ett flertal kortare, från åren 1964–2003. Berättelserna har med ett undantag redan publicerats, men inte tidigare funnits tillgängliga för någon större publik. Varje serie presenteras med en sida om dess bakgrund och vilket sammanhang den förekommit i innan. En tidigare, delvis annorlunda, och något kortare version av albumet hade publicerats redan 1993 i Frankrike, men i standardformat och i sin nuvarande form, som nummer 32, gavs det ut där 2003, och i Sverige i maj 2006.